# بوكيمون غو
بوكيمون غو (بالإنجليزية:  Pokémon Go)‏ هي: لعبة واقع معزز مخصصة للهواتف المحمولة تم تطويرها من قبل شركة نيانتيك ونشرتها ذا بوكيمون كومباني. تم اطلاقها في يوليو 2016 لأجهزة أندرويد وآي أو أس.

تسمح اللعبة لمستخدميها بالتقاط وقتال وتدريب كائنات افتراضية تدعى البوكيمونات (مفردها البوكيمون) وهي بالترجمة العربية اختصار لعبارة: وحش الجيب. والبوكيمونات تظهر على شاشات الأجهزة وكأنها موجودة في العالم الواقعي. وتستخدم نظام التموضع العالمي وكاميرا الأجهزة المتوافقة. تتوفر اللعبة مجاناً لكنها تدعم كذالك عمليات شراء داخل التطبيق لعناصر لعب إضافية. وصدرت اللعبة بالتزامن مع إصدار بوكيمون غو بلس، وهي قطعة إلكترونية صغيرة يمكن ارتدائها تم تطويرها من قبل شركة نينتيندو، وهي تستخدم البلوتوث لتنبه المستخدم عند وجود بوكيمون في مكان قريب بواسطة ليد ضوئي.
 لاقت اللعبة فور طرحها أوائل شهر يوليو من العام 2016 رواجاً هائلاً وخصوصاً بين المراهقين.
في 20 يوليو 2016 وَحسب التَقرير الصادر من شَركة sensortower فَإنَّ لُعبة بوكيمون غو قَد تخطت حاجز 30 مليون تحميل في جميع أنحاء العالم على نظامي الأجهزة المحمولة أندرويد وأي أو إس ولم يحتسب التنزيل من المواقع الغير رسمية، وتخطت إيراداتُها حاجز 35 مليون دولار.
في يوم الجُمعة 22 يوليو 2016 أعلنت شركة أبل أنَّ لُعبة بوكيمون غو تَمكنت من تحطيم الرقم القياسي كأكثر التطبيقات تنزيلًا من متجر أبل ستور خلال الأسبوع الأول من إطلاقها، ولم تكشف الشركة الأميركية عن عدد مرات التنزيل الذي حققته اللعبة، وكذلك لم تتطرق إلى اسم التطبيق الذي تفوقت عليه اللعبة.

## وصف اللعبة

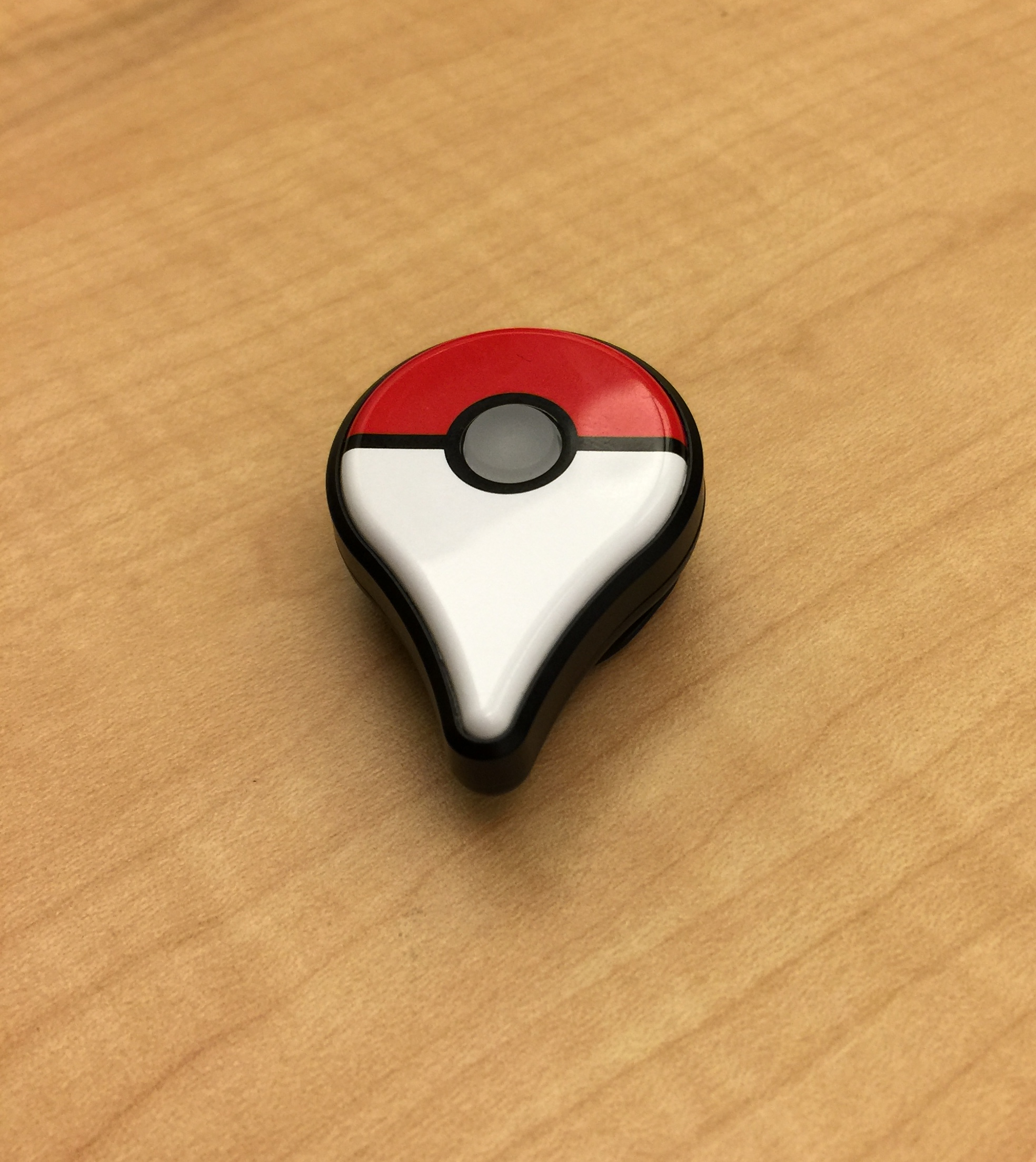
بوكيمون غو بلص

تم إعطاء أول تصور للعبة من قبل ساتورو إواتا الذي يعمل لصالح نينتيندو وتسونيكاز وايشيهارا الذي يعمل لصالح شركة بوكيمون.
مجموعة من البوكيمون مختلفة ستعيش في أماكن مختلفة من العالم - مثلا: النوع المائي من البوكيمون سيعيش بالقرب من التجمعات المائية. سيكون هناك مسابقات حيث يمكن للاعبين تبادل البوكيمون ليكملوا تشكيل مجموعاتهم. جهاز بوكيمون غو بلس الذي يمكن ارتداؤه حول المعصم سيتم بيعه مع إطلاق اللعبة وسيسمح بالمزيد من اللقاءات في اللعبة بشكل أكبر مما هو موجود في لعبة انغريس، حيث يمكن للاعب أن ينتبه إلى وجود بوكيمون في مكان قريب عندما يهتز جهاز بوكيمون غو بلس، فيتم بعدها ضغط الأزرار على الجهاز وفق تسلسل معين ليتم التقاط البوكيمون، ويمكن للمستخدم التحقق من البوكيمون التي قام بتجميعها عن طريق التطبيق فيالهاتف المحمول.
جاء قرار إنشاء بوكيمون غو بلس القابل للارتداء على المعصم زيادة للتفاعل خصوصاً بالنسبة للأشخاص الذين يجدون أسعار الساعات الذكية باهظة.
تعتمد اللعبة على تطبيقيّ تحديد الإحداثيات وجي بي إس الموجودين على الهواتف الذكية وتقنية الواقع المعزز.

### خلفية تاريخية
ألعاب الواقع المعزز التي تم إصدارها منذ بداية عهد ألعاب الفيديو قليلة للغاية، وتأتي لعبة بوكيمون غو تالية للعبتين سابقتين من نفس الفئة; لعبة BotFighters في 2003 ولعبة إنغرس التي تم إطلاقها في 2013 من نفس شركة صناعة الألعاب نيانتيك المطوّرة للعبة بوكيمون غو.

## تطبيقات غير رسمية
ظهرت تطبيقات غير رسمية مرتبطة باللعبة تم تطويرها من قبل أطراف ثالثة، أشهرها تطبيق «بوكي رادار» و«مساعد بوكيمون غو»

## مخاطر وتحذيرات
على الرغم من الفترة القصيرة منذ انطلاق اللعبة إلا أن هناك مخاطر وسلبيات متوقعة كاحتمالية التعرض لحوادث الاصطدام والوقوع والكسور والجروح، وخطر الوفاة أثناء اللعب خلال قيادة المركبات وتعريض حياة الآخرين للخطر وتعرض من يلعبها إلى خطر التجسس على الخصوصيات كالصور الخاصة ومقاطع الفيديو داخل الجهاز، وقد يؤدي تشغيل كاميرات الهواتف لاستخدامها في هذه اللعبة في المنازل أو في الأماكن ذات الحساسية الخاصة، يؤدي إلى فقدان من يلعبها لخصوصيته وخصوصية منزله وعائلته.
حذرت عدة دول عربية من مخاطر اللعبة من بينها الإمارات ومصر والسعودية والكويت والبحرين وغيرهم من الدول للآثار السلبية للعبة على مختلف الجوانب، وهناك حالياً تحركات حكومية بالسعودية لحظر لعبة “بوكيمون غو” بسبب مخاطر اللعبة، وأصدر الأزهر بياناً جاء فية أن اللعبة جعلت الناس كالسكارى، وصدرت تنبيهات في الإمارات في أن تحميل اللعبة قد يؤدي إلى «اختراق خصوصية المستخدمين، أو التربص بهم في أماكن نائية للاعتداء عليهم، وسلب ممتلكاتهم»، دولياً وفي روسيا ظهرت دعوات بمنع اللعبة كونها تجسسية مع احتمالية وجود علاقة للعبة بوكالة الاستخبارات المركزية الأمريكية. وحظر الجيش الإسرائيلي على أفراده ممارسة اللعبة في الثكنات العسكرية كونها مصدراً لجمع المعلومات، وفي الصين برزت مخاوف في أن تساعد اللعبة في تحديد مواقع عسكرية واستكشاف قواعد الجيش الصيني السرية، من خلال تحديد الأماكن التي لا يستطيع المستخدمون الذهاب إليها لاصطياد البوكيمون، فيمكن الاستنتاج بأن هذا الموقع ربما يكون منطقة عسكرية.

## أحداث لافتة
سُجلت عدة أحداث لافتة خلال ملاحقة البوكيمونات ومن أهم هذه الأحداث:-
- عثور مراهقة أميركية تبلغ من العمر 19 عاما على جثة طافية في إحدى البحيرات وهي تلاحق بوكيموناً مائياً.
- عثور مجموعة من الصبية في النمسا على امرأة تغرق في بركة مياه حيث قادهم البحث عن بوكيمون إلى هناك.
- في يوم السَبت 23 يوليو تَسببت اللعبة في مُقاطعة بيان لوزارة الخارجية الأمريكية، حيثُ كان المتحدث باسم الخارجية الأمريكية جون كيربي يقرأ بياناً لسياسة بلاده في محاربة تنظيم «داعش» حين تفاجأ بأحد المراسلين في القاعة يلعب اللُعبة، حيثُ قطع كيربي بيانه مُتوجهاً بالسؤال للصحفي:«أنت تلعب البوكيمون هناك، أليس كذلك؟»، فرد عليه المراسل:«أنا ألقي مجرد نظرة عليه»، ليعود كيربي لتكملة البيان، وبعد انتهائه أعاد توجيه سؤاله للمراسل قائلاً:«هل أمسكت بواحد من البوكيمونات؟»، فرد المراسل:«كلا.. الإرسال ليس جيدا».[27]

### تهديدات
هدَدت مجموعة من قراصنة الحاسوب تُطلق على نفسها اسم Poodlecorp، بِأنها تعتزم إيقاف عمل اللُعبة يَوم 1 أغسطس 2016، وَذلك دون أن توضح الأسباب، حيثُ قالت المَجموعة أنها تعتزم شن سلسلة من هجمات الحرمان من الخدمة الموزعة DDoS على خوادم اللعبة التي تعاني هشاشة حتى الآن بسبب الضغط الحاصل عليها من كثرة اللاعبين، وقال أحد أعضاء المجموعة: «نحن نفعل ذلك لأننا نستطيع، ولا يمكن لأي أحد أن يردعنا، ونود فقط أن نسبب فوضى».

## وصلات خارجية
- بوكيمون غو على موقع Google Play (الإنجليزية)